# Quartier Saint-Lambert
Pour les articles homonymes, voir Saint-Lambert.
Le quartier Saint-Lambert est le 57e quartier administratif de Paris situé dans le 15e arrondissement. Il est nommé en l'honneur de l'évêque Lambert de Maastricht (vers 636-vers 705). Il est par ailleurs le quartier le plus habité de Paris avec près de 82 000 habitants.

## Localisation

Les quartiers du.

Le quartier Saint-Lambert, situé au sud-est de l'arrondissement, correspond à l'emplacement du village de Vaugirard, établi le long de la voie du même nom (ancienne voie romaine). Il est délimité, au nord-est, par la section orientale de la rue Mademoiselle, la section sud de la rue Cambronne, une courte section de la rue de Vaugirard puis la rue de la Procession ; au sud-est, par la ligne de chemin de fer desservant la gare Montparnasse ; au sud-ouest, par des voies bordant par l'extérieur, côté banlieue, le boulevard périphérique (rues Louis-Vicat et d'Oradour-sur-Glane et, entre les deux, la limite du quartier passe à travers le Parc des expositions de la porte de Versailles) et enfin, au nord-ouest, par la rue de la Porte-d'Issy, le sud de la rue Desnouettes, la rue Vasco-de-Gama, puis par des sections des rues Lecourbe et de la Croix-Nivert.

## Historique
La géographie relativement vallonnée du lieu favorisa l'exploitation de vignobles et de carrières. De nombreux monuments de Paris, comme l'École militaire, sont construits en pierre de Vaugirard. Au fur et à mesure de la croissance de Paris, le village est considéré par les Parisiens comme une proche banlieue, un agréable lieu de promenade campagnarde, avec ses guinguettes, ses cabarets. En 1860, Vaugirard est annexé à Paris, en même temps que tous les autres villages périphériques.

## Sites notables
Le quartier comprend quelques sites notables dont :
- la mairie de l'arrondissement ;
- l’église Notre-Dame-de-la-Salette ;
- l’église Saint-Lambert de Vaugirard, qui donne son nom au quartier ;
- la maison et atelier du maître-verrier Barillet, œuvre de l'architecte Robert Mallet-Stevens ;
- le square Saint-Lambert et le lycée Camille-Sée, édifiés à l'emplacement de l'ancienne usine à gaz de Vaugirard[2] ;
- la plus grande partie du Parc des expositions de la porte de Versailles, qui accueille, par exemple, la Foire de Paris, le Salon de l'agriculture ou le Mondial de l'automobile ;
- La Ruche, classée monument historique, qui a notamment abrité les ateliers de Chagall, Modigliani ou encore Brâncuși.

### Espaces verts
- Le jardin d'Alleray.
- Le jardin d'Alleray-Procession. Il englobe l'église Notre-Dame-de-l'Arche-d'Alliance.
- Le jardin de l'Hôpital de Vaugirard.
- Le jardin d'immeubles du square Brancion.
- Le parc Georges-Brassens, aménagé à l'emplacement des anciens abattoirs de Vaugirard.
- Le square Adolphe-Chérioux.
- Le square d'Alleray-Labrouste-Saint-Amand.
- Le square d'Alleray - La Quintinie.
- Le square du Cardinal-Verdier, enserrant l'église Saint-Antoine-de-Padoue.
- Le square du Clos Feuquières.
- Le square du Docteur-Calmette.
- Le square Gerbert.
- Le square de la Porte-de-la-Plaine.
- Le square Saint-Lambert.

### Lieux de spectacles
- Le Dôme de Paris - Palais des Sports.
- L’Espace Paris Plaine, précédemment théâtre de la Plaine.
- Le Monfort, précédemment théâtre Silvia-Monfort.

## Démographie
- Population du quartier Saint-Lambert (superficie : 283,1 hectares) [3] :

| Année | Population | Densité (hab. par km²) | Croissance annuelle depuis le dernier recensement |
| ----- | ---------- | ---------------------- | ------------------------------------------------- |
| 1861  | 12 458     |                        | création                                          |
| 1954  | 87 707     |                        |                                                   |
| 1962  | 92 906     |                        |                                                   |
| 1968  | 90 051     |                        |                                                   |
| 1975  | 89 560     |                        |                                                   |
| 1982  | 85 380     |                        |                                                   |
| 1990  | 82 880     |                        |                                                   |
| 1999  | 82 032     |                        |                                                   |
| 2006  |            |                        |                                                   |